# Come and Join Us
Come and Join Us é o segundo álbum de estúdio da banda Petra, lançado em 1977.
O disco mantém o mesmo tipo de sonoridade do álbum anterior, entre o country e o southern rock, sem esquecer o rock cristão.
Foi o primeiro disco da banda que contou com a participação de Greg X. Volz nos vocais.
| Críticas profissionais                                                      | Críticas profissionais |
| Avaliações da crítica                                                       | Avaliações da crítica  |
| Fonte                                                                       | Avaliação              |
| --------------------------------------------------------------------------- | ---------------------- |
| allmusic                                                                    | [ 2 ]                  |
| Esta tabela precisa de ser acompanhada por texto em prosa. Consulte o guia. |                        |

## Faixas
Todas as músicas por Bob Hartman, exceto onde anotado.
1. "God Gave Rock and Roll to You" (Russ Ballard) – 5:35
2. "Ask Him In" – 3:30
3. "Sally" (Greg Hough) – 4:25
4. "Without You I Would Surely Die" (Greg Hough) – 4:27
5. "Come and Join Us" – 4:39
6. "Where Can I Go" – 3:51
7. "Holy Ghost Power" – 2:26
8. "Woman Don't You Know" (Bob Hartman & Greg Hough) – 3:39
9. "God Gave Rock and Roll To You" (reprise) (Russ Ballard) – 2:48

## Créditos
- Bob Hartman - Guitarra, banjo, vocal
- Greg Hough - Guitarra, vocal
- John DeGroff - Baixo
- Bill Glover - Bateria, percussão

## Músicos Adicionais
- Steve McElyea - Teclados
- Steve Mergen, Allen C. Hornung, Steve Pfeiffer, Cowbell Bob, Houghie I e Steve Camp - Percussões
- Greg X. Volz, Steve Camp, Karen Morrison e Austin Roberts - Vocais adicionais